# Torneio de Candidatos de 1980
O Torneio de Candidatos de 1979–1981 foi a etapa final do ciclo para escolha do desafiante ao título do Campeonato Mundial de Xadrez de 1981. O torneio foi disputado no ano de 1980 nas cidades de Merano, Buenos Aires, Abano Terme, Bad Lauterberg, Velden, Cidade do México e Alma Ata, com o formato de Sistema eliminatório com oito participantes. Victor Korchnoi venceu novamente a competição e se habilitou a desafiar o então campeão mundial Anatoly Karpov.
|  | Quartas de final   | Quartas de final | Quartas de final   |                 |         | Semifinais      | Semifinais | Semifinais |  |  | Final | Final | Final |  |
|  |                    |                  |                    |                 |         |                 |            |            |  |  |       |       |       |  |
|  | Suíça              | Viktor Korchnoi  | 5½                 |                 |         |                 |            |            |  |  |       |       |       |  |
|  | Suíça              | Viktor Korchnoi  | 5½                 |                 |         |                 |            |            |  |  |       |       |       |  |
|  | União Soviética    | Tigran Petrosian | 3½                 |                 |         |                 |            |            |  |  |       |       |       |  |
|  | União Soviética    | Tigran Petrosian | 3½                 |                 | Suíça   | Viktor Korchnoi | 7½         |            |  |  |       |       |       |  |
|  |                    |                  |                    |                 | Suíça   | Viktor Korchnoi | 7½         |            |  |  |       |       |       |  |
|  |                    |                  | União Soviética    | Lev Polugaevsky | 6½      |                 |            |            |  |  |       |       |       |  |
|  | União Soviética    | Lev Polugaevsky  | União Soviética    | Lev Polugaevsky | 6½      | 5½              |            |            |  |  |       |       |       |  |
|  | União Soviética    | Lev Polugaevsky  |                    |                 |         |                 |            |            |  |  |       |       |       |  |
|  | União Soviética    | Mikhail Tal      | 2½                 |                 |         |                 |            |            |  |  |       |       |       |  |
|  | União Soviética    | Mikhail Tal      | 2½                 |                 | Suíça   | Viktor Korchnoi | 4½         |            |  |  |       |       |       |  |
|  |                    |                  |                    |                 |         |                 |            |            |  |  |       |       |       |  |
|  |                    |                  | Alemanha Ocidental | Robert Hübner   | 3½      |                 |            |            |  |  |       |       |       |  |
|  | Hungria            | Lajos Portisch   | Alemanha Ocidental | Robert Hübner   | 3½      | 7               |            |            |  |  |       |       |       |  |
|  | Hungria            | Lajos Portisch   |                    |                 |         |                 |            |            |  |  |       |       |       |  |
|  | União Soviética    | Boris Spassky    | 7                  |                 |         |                 |            |            |  |  |       |       |       |  |
|  | União Soviética    | Boris Spassky    | 7                  |                 | Hungria | Lajos Portisch  | 4½         |            |  |  |       |       |       |  |
|  |                    |                  |                    |                 | Hungria | Lajos Portisch  | 4½         |            |  |  |       |       |       |  |
|  |                    |                  | Alemanha Ocidental | Robert Hübner   | 6½      |                 |            |            |  |  |       |       |       |  |
|  | Hungria            | András Adorján   | Alemanha Ocidental | Robert Hübner   | 6½      | 4½              |            |            |  |  |       |       |       |  |
|  | Hungria            | András Adorján   |                    |                 |         |                 |            |            |  |  |       |       |       |  |
|  | Alemanha Ocidental | Robert Hübner    | '5½                |                 |         |                 |            |            |  |  |       |       |       |  |

Lajos Portisch venceu Spassky pelo critério de desempate: maior número de vitórias com as peças pretas.
A final seria jogada em uma melhor de 16 partidas, mas Hübner abandonou o confronto após 10 partidas.